# Liranaftato
El Liranaftato, al igual que el tolnaftato y el tolciclato, es un derivado tiocarbámico, con propiedades fungicidas o fungistáticas. Es un inhibidor selectivo, reversible y no competitivo de la enzima escualeno-2,3-epoxidasa unida a la membrana que está implicada en la biosíntesis del ergosterol. La inhibición conduce a la acumulación de escualeno y a una deficiencia en ergosterol, un componente esencial de las paredes celulares de los hongos, lo que aumenta la permeabilidad de la membrana, y que altera la organización celular causando la muerte de las células.
Se ha estado probando un hidrogel basado en microemulsión tópica para mejorar la permeación del liranaftato con el objetivo de erradicar efectivamente la infección cutánea por hongos.
La presentación en pomada al 2% de liranaftato es seguro en el tratamiento contra dermatofitos causantes de tinea pedis, tinea corporis y tinea cruris.
El liranaftato posee actividades fungicida y puede ser un agente eficaz para el tratamiento de dermatofitos como Trichophyton rubrum.
El fármaco aún no posee código ATC, pero se espera que se encuentre en la D, junto a los demás derivados del tiocarbamato.